# Grafschaft Hals

Wappen der Grafschaft Hals

Die Burg Hals, nahe dem damaligen Bistum Passau, war Sitz der reichsunmittelbaren Grafschaft Hals. Heute ist sie namensgebend für den Stadtteil Hals von Passau. Die Grafschaft Hals lag zu diesem Zeitpunkt zum einen im so genannten Nordwald, einem noch unerschlossenen Gebiet nördlich der Donau, das sich etwa von Niederalteich bis zum Waldviertel an der noch unscharfen Grenze zu Böhmen erstreckte, zum anderen in der Grafschaft Windberg, welche einer Nebenlinie der Grafen von Formbach unterstand. Die Feste selbst liegt an einer engen Schleife der Ilz nahe der Flussmündung in die Donau bei Passau.

## Geschichte der Grafschaft

### Die Herren von Polsenz
Polsenz ist heute ein Ortsteil von St. Marienkirchen an der Polsenz. Erstmals wird Hals 1112 in einer Traditionsnotiz des Passauer Domkapitels mit dem Edlen (nobilis) Rotbert erwähnt, der sich auch nach Polsenz genannt hat. Eine Urkunde des Klosters Niedernburg in Passau, in der Rotbert mit seinem Bruder Hugo und seinen Söhnen Baldmar und Diether genannt wird, ist nicht datiert; sie fällt in die Sedenzzeit Bischof Ulrichs I. von Passau (1092–1121). Als Zeuge für den Grafen Ulrich von Passau wird Rotbert 1096 noch ohne Herkunftsnamen genannt. Ihm wird die Erbauung der Burg Hals zuzuschreiben sein, die daher in die Zeit 1096 bis 1112 zu setzen ist.
Wie sich die Edlen von Polsenz im Gebiet der Formbacher Grafen festsetzen konnten, ist bis heute nicht endgültig geklärt. Nach Michael Hintermayer-Wellenberg gibt es folgende Erklärung für das plötzliche und nahezu zeitgleichen Auftreten mehrerer Adelsgeschlechter in Niederbayern wie beispielsweise der Edlen von Kamm, der Grafen von Ortenburg, der Edlen von Griesbach und eben der Edlen von Polsenz: Die Griesbacher waren genauso wie die Polsenz-Halser Seitenverwandte der Herren von Perg. Sie wurden im Zuge des Investiturstreits zwischen Kaiser Heinrich IV. und Papst Gregor VII. als Gegengewicht sowie Speerspitze gegen den papsttreuen Bischof von Passau und die Grafen von Formbach nach Niederbayern versetzt und mit umfangreichen, auch gräflichen Rechten ausgestattet. Diese These wird dadurch erhärtet, dass vor allem Griesbacher und Halser zuerst nur in Urkunden kaisertreuer Institutionen, so des Klosters Niedernburg oder des Domkapitels in Passau erscheinen, jedoch nicht in Urkunden des Bischofs oder des ebenfalls papsttreuen Klosters Formbach.
Die Besitzungen der Polsenz-Halser erstreckten sich hauptsächlich beiderseits der Ilz, dazu kamen mehrere Lehen des Klosters Niedernburg sowie des Passauer Domkapitels, das zu jener Zeit eigenständig über seine Besitzungen verfügen konnte.

### Die Herren von Kamm
Als erster nachweisbarer wahrscheinlicher Vertreter dieses Geschlechts erscheint um 1073 ein Mazili, jedoch ohne Namenszusatz, als (Unter-)Vogt des Stifts Osterhofen, über welches zu dieser Zeit noch der ominöse Ulrich von Passau die Hauptvogtei innehatte. Nach dessen Ableben 1099 erscheint abermals ein Mazili „de Muleheim“ als Inhaber jener Vogtei; zeitnah taucht er in verschiedenen Urkunden noch als „de Pergheim“ und „de Chambe“ auf. Letztere Benennung deutet auf ihre Stammburg Kamm im Wolfachtal hin. Woher dieser Mazili stammt ist unklar; allerdings finden sich Urkunden aus dem heutigen Oberösterreich, in denen in der Zeugenreihe mehrmals „Adelram, Mazili de Ascha(ch) et filius eius Adelram“ finden. Da A(de)lram, zusammen mit A(da)lbert die Leitnamen der Herren von Kamm und späteren Grafen von Hals sind, ist hier zumindest eine plausible Erklärung gefunden. Im weiteren Verlauf erlangten die Herren von Kamm die Vogtei über nahezu alle Besitzungen des Hochstifts Bamberg in Niederbayern und im Mattiggau, wobei letztere Vogtei von einem Seitenzweig, den Edlen von Uttendorf, verwaltet wurde. Weitere Linien sind Mühlheim/Donau, Baumgarten, „Rotawe“, und auch eine Verbindung zu den Edlen von Horbach/Haarbach könnte bestanden haben. Um das Jahr 1160 vermählte sich Albert von Kamm mit Liukarde von Hals. Sie war mit einiger Sicherheit die zweite Gemahlin Baldmars, des letzten Polsenz-Halsers, der um 1160 starb, und nicht seine Schwester (diese hieß Helena). Der angeblich im 3. Kreuzzug 1189 gefallene miles de Halse ist nicht auf den Edlen Baldmar oder seinen Bruder Diether (der schon im 2. Kreuzzug fiel) zu beziehen, sondern auf einen Halser Dienstmann (wenn er nicht überhaupt Fiktion ist). Daher erbte Albert von Kamm bereits bald nach 1160 die Herrschaft Hals samt allen vom Reich herrührenden Lehen.
Zu jener Zeit begannen die Bischöfe von Passau, ihre Machtbasis aufzubauen. Nachdem sie bereits die Herren von Griesbach unter ihre Botmäßigkeit gebracht hatten, versuchten sie dies nun, mit Hilfe des bayrischen Herzogs und der Grafen von Bogen, bei den übrigen Edelfreien im Passauer Raum.
Anlass war hier der Ankauf der „Grafschaft“ Windberg durch den Passauer Bischof im Jahre 1207, welche sich angeblich von der Donau unweit Hilgartsberg in einem breiten Streifen bis zur böhmischen Grenze hinzog. Bereits im Vorfeld kam es zu Auseinandersetzungen zwischen Passau, Bogen und Bayern einerseits und Ortenburg und Hals andererseits, aus denen Passau als „Sieger“ hervorging.
Allerdings nutzte Albrecht von Bogen die Situation aus, sich den Nordteil der ehemaligen Grafschaft Windberg zu sichern, wobei Passau hier übergangen wurde.
Infolgedessen sah sich der Passauer Bischofsstuhl genötigt, die Herren von Hals, nun Albrecht II. und Alram, mit weiten Teilen der übrigen Grafschaft zu belehnen, um mit Hilfe deren Ministerialen und Vasallen einen Puffer zu Bogen und letztendlich zu Bayern zu schaffen. Gleichzeitig galt es, neben der Erschließung neuer Siedlungsflächen, ein Bollwerk gegen das expandierende Königreich Böhmen zu schaffen.
Im Jahre 1280 wurde Albert von Hals durch den römisch-deutschen König Rudolf I. von Habsburg mit der Reichsgrafenwürde belehnt. Die Grafen trieben nun rasch die Erweiterung ihres Herrschaftsraumes voran, welcher sich bald von Osterhofen und Aidenbach bis an die böhmische Grenze zog. Des Weiteren sicherten sich die Grafen den bedeutenden Handelsweg „Goldener Steig“ nach Böhmen, welcher eine wichtige Einnahmequelle für die Grafschaft darstellte. Mit dem Aussterben der Grafen von Leonberg am Inn in der heutigen Gemeinde Marktl ging deren Grafschaft an Alram von Hals. Hierzu gehörten die Liegenschaften Marktl-Stammham, Zeilarn, Tann sowie Gangkofen. 1338 erbten sie zusätzlich Baumgarten in der heutigen Gemeinde Dietersburg. 

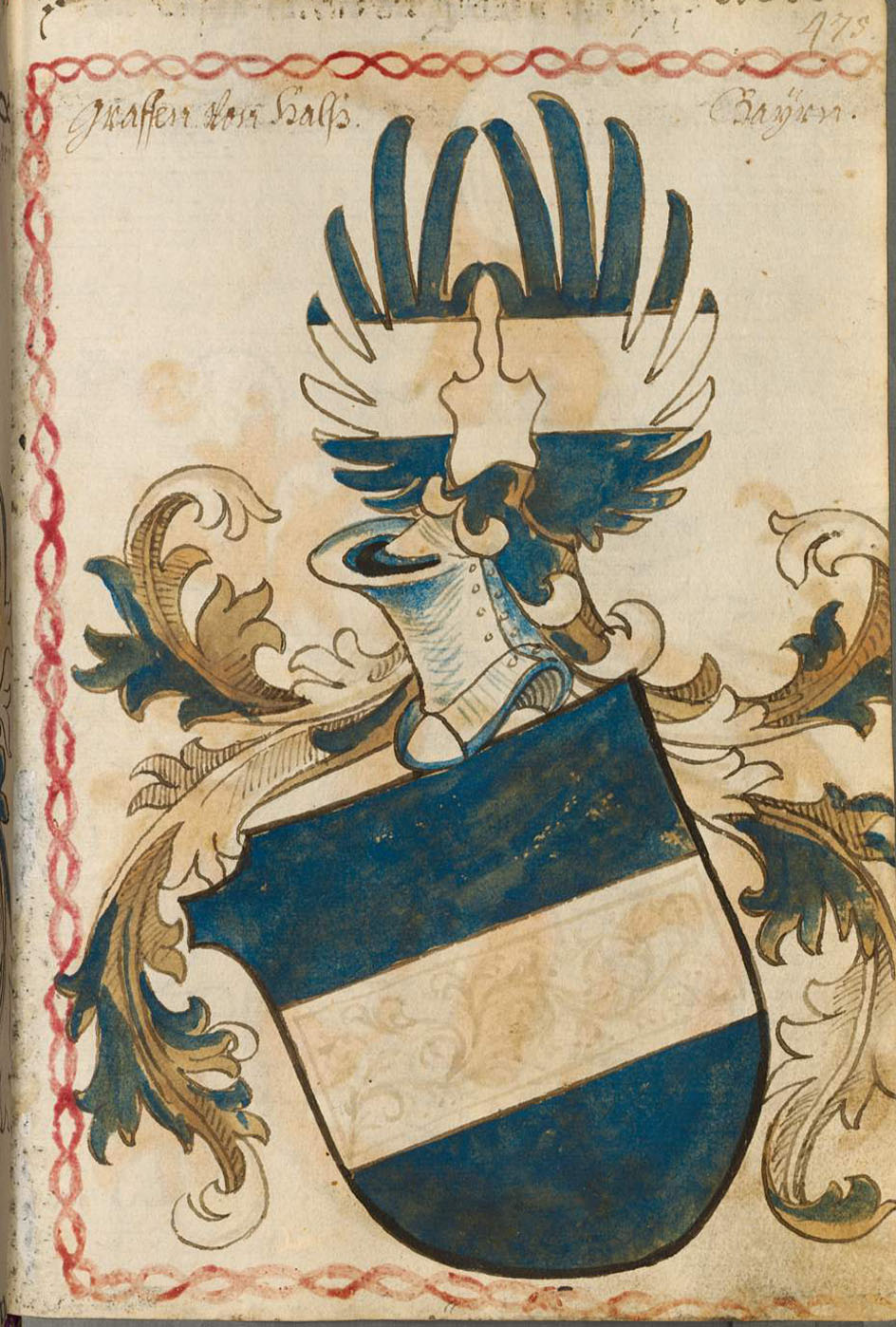
Das Wappen der Grafschaft Hals in Scheiblersches Wappenbuch

### Ende der Grafschaft
1375 starb das Geschlecht der Kammer aus. Um die Grafschaft entbrannte daraufhin ein Erbstreit zwischen Landgraf Johann von Leuchtenberg und dem Grafen Heinrich IV. von Ortenburg. Obwohl Heinrich IV. aufgrund seiner Ehe mit der Tochter des letzten Halser Grafen ein näheres Verwandtschaftsverhältnis hatte, erwirkte Johann aufgrund seiner Beziehungen zu den bayerischen Herzögen und zu Kaiser Karl IV. die Belehnung für sich. 1376 wurde Hals zur Stadt erhoben, ein Jahr später erhielt diese das Münzrecht. Jedoch kam es nie zur wirklichen Ausübung des Stadtrechtes.
Nach dem Tod Karls IV. unterstützte Johann von Leuchtenberg dessen Sohn König Wenzel von Böhmen. Durch Wenzels kriegerische Auseinandersetzungen verschuldete sich Johann jedoch so sehr, dass er gezwungen war, große Teile der Grafschaft zu verpfänden. Der Rest der Grafschaft fiel 1485 an die Edlen von Aichperg. Nach deren Aussterben im Jahre 1511 kam es erneut zu einem Erbstreit um die Grafschaft zwischen Johann von Degenberg und Ulrich II. von Ortenburg. Der Streit zog sich über mehrere Jahre. 
Der Großteil der Besitzungen im Herzogtum Bayern wurde unter den Erben aufgeteilt. Da man sich einerseits nicht einigen konnte, wer die Reichsgrafschaft erhalten sollte, und andererseits das Geschlecht der Aichperger den Erben auch große Schulden vermachte, beschlossen beide Streitparteien im Jahre 1517 nach Vermittlung des Herzoges die Grafschaft an die Wittelsbacher zu verkaufen.